# ألين كوكس
ألين كوكس (بالإنجليزية: Allyn Cox)‏ هو رسام أمريكي، ولد في 5 يونيو 1896، وتوفي في 26 سبتمبر 1982.